# 경기도기
경기도기는 대한민국 경기도를 상징하는 기이다. 현재 사용되고 있는 기는 2021년 3월 16일에 제정되었다.

## 디자인
하얀색 바탕에 경기도의 공식 로고가 그려져 있고 로고 하단에 "경기도"라는 파란색 글자가 쓰여져 있다. 현재 사용되고 있는 경기도의 공식 로고는 경기도라는 지명의 초성인 'ㄱ', 'ㄱ', 'ㄷ'자를 모티브로 한 디자인인데 상단에 있는 획은 초록색, 하단에 있는 획은 파란색을 띠고 있다. 파란색은 신뢰, 에너지, 미래의 가치를 뜻하고 초록색은 자연, 공존, 친환경, 평화를 뜻한다.
자음 ㄱ, ㄱ, ㄷ자가 하나의 길처럼 연결되어 곧게 뻗어나가는 형상은 미래의 새로운 길을 제시하고 경기도민과 함께 보다 나은 내일의 길을 만들어 나가는 경기도를 뜻하고 직선과 곡선이 조화를 이루는 형상은 유연하고 강직한 경기도의 이미지를 뜻한다. 왼쪽에 있는 ㄱ자는 경기도의 '경'자에서 따온 것으로 아래쪽에 있는 파란색 획이 오른쪽 상단을 향하는 형상은 공정한 가치를 통해 번영하는 미래를 나아가는 경기도를 뜻한다. 가운데에 있는 ㄱ자는 경기도의 '기'자에서 따온 것으로 아래쪽에 있는 파란색 획이 오른쪽 상단을 향하는 형상은 보다 위대한 미래를 위한 가능성을 만들어 가는 경기도를 뜻한다. 오른쪽에 있는 ㄷ자는 경기도의 '도'자에서 따온 것으로 아래쪽에 있는 파란색 획이 수평을 만드는 형상은 다양한 삶이 공존하는 경기도를 뜻한다.

### 색상
| 색상    | 하양        | 파랑 (경기 파랑, Gyeonggi Blue) | 초록 (경기 초록, Gyeonggi Green) |
| ------- | ----------- | ------------------------------- | -------------------------------- |
| CMYK    | 0–0–0–0     | 100–69–0–37                     | 68–0–57–39                       |
| RGB     | 255–255–255 | 0–50–160                        | 49–155–66                        |
| 웹 색상 | #FFFFFF     | #0032A0                         | #319B42                          |

## 과거의 기

### 제1대 기 (1967년 ~ 1996년)

경기도기 (1967년 ~ 1996년 3월 19일)

1967년부터 1996년 3월 19일까지 사용된 경기도기에는 초록색 바탕 가운데에 경기도의 로고가 그려져 있는 기이다. 로고 가운데에는 파란색 작은 동그라미가 그려져 있고 외곽에는 하얀색 테두리를 두른 파란색 동그라미 윤곽선이 그려져 있다. 파란색 동그라미 윤곽선 외곽은 하얀색 테두리를 두른 파란색 삼각형 윤곽선이 동그라미 윤곽선을 안고 뻗어 나가는 형상을 띠고 있다.
초록색 바탕은 약동하는 생명을 나타내고 파란색 윤곽선과 하얀색 테두리는 오랜 전통 속에서 자유와 평화를 사랑하는 경기도민의 이상을 나타낸다. 로고 중앙에 있는 파란색 작은 동그라미는 우주의 근원, 한국의 문화적·지역적 중심지인 경기도를 나타낸다. 작은 동그라미 외곽에 나와 있는 동그라미 윤곽선은 경기도민이 단결, 조화, 균형 속에서 이루어 나가는 화합을 나타낸다. 동그라미 윤곽선을 안고 뻗어 나가는 삼각형 윤곽선은 자조·자립·협동을 기반으로 하여 무궁한 발전과 성장을 이루어 나가는 경기도를 나타낸다.
| 색상    | 초록        | 파랑        | 하양        |
| ------- | ----------- | ----------- | ----------- |
| CMYK    | 100–0–39–54 | 100–87–0–24 | 0–0–0–0     |
| RGB     | 0–117–71    | 0–25–194    | 255–255–255 |
| 웹 색상 | #007547     | #0019C2     | #FFFFFF     |

### 제2대 기 (1996년 ~ 2006년)

경기도기 (1996년 3월 20일 ~ 2006년 3월 5일)

1996년 3월 20일부터 2006년 3월 5일까지 사용된 경기도기에는 하얀색 바탕 가운데에 경기도의 로고가 그려져 있고 로고 아래쪽에 "경기도"라는 글자가 쓰여져 있다. 로고 상단에는 위아래로 겹쳐진 파란색과 빨간색 초승달 문양이 그려져 있고 하단에는 주황색 초승달 문양이 그려져 있다.
3개의 초승달 문양은 경기도라는 지명의 초성인 'ㄱ', 'ㄱ', 'ㄷ'자를 모티브로 한 디자인인데 30도 방향으로 휘어진 굴곡을 띠고 있다. 3개의 초승달 문양이 동그라미처럼 뻗어 나가면서 조화를 이루고 있는 형상은 오랜 전통 속에서 자유와 평화를 바탕으로 하여 약동하는 경기도민의 이상을 나타낸다. 전체적으로는 한반도의 중심인 경기도가 세계를 향해 무한한 밝은 빛으로 도약하는 경기도를 나타낸다. 빨간색과 주황색은 우주의 근원, 정치·경제·문화·역사를 포함한 모든 분야에서 한반도의 중심으로 여겨지는 경기도를 나타낸다. 파란색은 21세기 통일 한국의 중심, 세계화·지방화의 선두 주자 역할을 할 미래의 경기도가 보여줄 무궁한 발전과 성장을 나타낸다. 하얀색 바탕은 순수하고 깨끗한 배달 민족의 후손인 경기도민을 나타낸다.
| 색상    | 하양        | 빨강       | 주황       | 파랑       | 검정     |
| ------- | ----------- | ---------- | ---------- | ---------- | -------- |
| CMYK    | 0–0–0–0     | 0–81–78–11 | 0–26–93–3  | 82–48–0–42 | 0–0–2–83 |
| RGB     | 255–255–255 | 226–43–49  | 248–184–17 | 27–77–147  | 44–44–43 |
| 웹 색상 | #FFFFFF     | #E22B31    | #F8B811    | #1B4D93    | #2C2C2B  |

### 제3대 기 (2006년 ~ 2021년)

경기도기 (2006년 3월 6일 ~ 2021년 3월 15일)

2006년 3월 6일부터 2021년 3월 15일까지 사용된 경기도기는 하얀색 바탕 가운데에 경기도의 로고가 그려져 있고 로고 아래쪽에 "세계 속의 경기도"(한국어), "Global Inspiration"(영어)라는 파란색 글자가 쓰여져 있다. 경기도의 로고 가운데에는 파란색과 하늘색이 결합된 비정형 마름모 안에 31개의 크고 작은 동그라미가 선으로 연결된 하얀색 문양이 그려져 있다. 마름모 하단에는 초록색과 주황색 테두리가 그려져 있다.
경기도의 로고는 경기도를 구성하는 31개 시군의 강력한 네트워크와 팀워크, 21세기 글로벌 시대의 네트워크를 주제로 한 디자인인데 화합과 상생을 바탕으로 하여 무한한 성장 가능성과 기회를 찾아가면서 세계와 미래를 향해 힘차게 도약하는 역동적인 이미지를 표현하고 있다. 동그라미는 지역의 한계를 넘은 세계화·세계와의 연결과 상생·공동 번영을 통해 미래를 향해 함께 발전하는 경기도를 나타낸다. 로고에 사용된 마름모는 경기도가 갖고 있는 역동성, 진취성을 나타낸다. 파란색은 첨단 지식과 기술·창의적인 사고·혁신적인 행동을, 하늘색은 경기도를 향해 열린 무한한 가능성과 기회를 나타낸다. 주황색은 경기도민의 따뜻함·평화·화합 정신을, 초록색은 지구와 환경을 사랑하는 마음을 나타낸다.
| 색상    | 하양        | 파랑        | 어두운 하늘 | 밝은 하늘  | 초록       | 주황       |
| ------- | ----------- | ----------- | ----------- | ---------- | ---------- | ---------- |
| CMYK    | 0–0–0–0     | 100–40–0–29 | 100–37–0–26 | 100–22–0–5 | 28–0–63–22 | 0–35–73–3  |
| RGB     | 255–255–255 | 0–108–181   | 0–119–189   | 0–187–241  | 144–199–74 | 248–160–66 |
| 웹 색상 | #FFFFFF     | #006CB5     | #0077BD     | #00BBF1    | #90C74A    | #F8A042    |

## 같이 보기
- 경기도의 상징

## 참고자료
- 자치법규정보시스템 - 경기도 상징물 관리 조례